# Référendum constitutionnel arménien de 2015
Le référendum constitutionnel arménien de 2015 a lieu le 6 décembre 2015 en Arménie afin de permettre à la population arménienne de se prononcer sur des amendements constitutionnels faisant passer le pays d'un régime semi-présidentiel à un régime parlementaire. Les amendements sont approuvés à 66,20 %, pour une participation de 50,78 %.

## Contexte
Le projet soumis à référendum est soutenu par le Parti républicain d'Arménie, l'Arménie prospère et la Fédération révolutionnaire arménienne. À l'inverse le Congrès national arménien, Héritage et État de droit s'y opposent, de même qu'a la tenue du référendum référendum lui même. Ce dernier est vu par l'opposition comme une manière pour Serge Sarkissian de rester au pouvoir malgré la limite des deux mandats présidentiel successifs qu'il atteindra en 2017, date d'application du résultat du référendum.

## Objet
Le référendum supprime l'élection présidentielle au suffrage universel, le président de la République est désormais élu par l'Assemblée nationale, et son mandat allongé, passant de 5 ans à 7 ans. Le président de la République perd 
également son statut de commandant des armées au profit du Premier ministre. Enfin le nombre de sièges à l'Assemblée nationale passe de 131 à 101. 
Plusieurs éléments de la loi électorale vise à assurer à la fois une majorité gouvernementale stable et une représentation proportionnelle représentatives des différents courants politiques du pays. Ainsi, un parti ou une coalition dépassant le seuil de 50 % des voix mais obtenant moins de 54 % des sièges se verra attribuer des sièges supplémentaires pour atteindre ce seuil. Inversement, si au cours du premier tour un parti ou une alliance remporte seul plus de deux tiers des suffrages, des sièges supplémentaires sont répartis aux autres partis de manière qu'au moins un tiers des sièges de l'assemblée soient acquis à d'autres partis que celui majoritaire.
La possibilité d'un second tour est prévue. Celui-ci n'a lieu que si aucun parti ne remporte une « majorité parlementaire stable » en atteignant un seuil de 54 % des sièges. Dans ce cas, si aucune coalition composée au maximum de deux partis ou alliances n'est formée de manière à atteindre ce seuil dans un délai de 28 jours suivant l'élection, il est procédé à un second tour entre les deux partis ou alliances arrivés en tête lors du premier tour. Les 101 sièges auparavant répartis ne sont pas remis en cause, le parti arrivé en tête recevant des sièges supplémentaires de manière à atteindre le seuil de 54 % du total des sièges.
Le vote n'est pas obligatoire.

## Résultats
Plusieurs personnes, notamment celles de l'opposition, ont mis en avant des incidents lors du processus de vote[réf. nécessaire].
| Choix                     | Votes     | %     |
| ------------------------- | --------- | ----- |
| Pour                      | 825 521   | 66,20 |
| Contre                    | 421 600   | 33,80 |
|                           |           |       |
| Votes blancs et invalides | 53 332    | -     |
| Total                     | 1 303 466 | 100   |
| Inscrits/Participation    | 2 567 047 | 50,78 |